# سان جرمانو کیزونه
سان جرمانو کیزونه (به ایتالیایی: San Germano Chisone) یک کومونه در ایتالیا است که در استان تورین واقع شده‌است. سان جرمانو کیزونه ۱۵٫۹ کیلومتر مربع مساحت و ۱٬۸۷۸ نفر جمعیت دارد و ۴۸۸ متر بالاتر از سطح دریا واقع شده‌است.